# 石井智恵
石井 智恵（いしい ともえ、1967年〈昭和42年〉11月16日 - ）は、日本の政治家、看護師。 国民民主党所属の衆議院議員（1期）。愛媛県議会議員（1期）を務めた。

## 来歴
愛媛県松山市出身。愛媛県立松山西高等学校、岡山県立短期大学看護科を経て、国立大阪病院付属視能訓練学院を卒業。
松山赤十字病院、愛媛大学医学部付属病院、松山市民病院、知的障害者福祉作業所、介護施設、介護予防支援サービス事業所（訪問入浴事業）に勤務し、愛媛県PTA連合会副会長、東温市立北吉井小学校PTA会長を務めた。
2004年、医療従事者のためのドメスティック・バイオレンス（DV）被害者支援シンポジウムを愛媛県で初めて開催。その後DV問題を考える会を立ち上げ、働く女性のサポートオフィスアイを創業。
2014年4月27日に行われた松山市議会議員選挙に無所属で立候補するも落選。
2017年10月22日に行われた愛媛県議会議員補欠選挙（松山市・上浮穴郡選挙区）に無所属で立候補するも落選。
2019年4月7日に行われた愛媛県議会議員選挙（松山市・上浮穴郡選挙区）では無所属で立候補し、初当選を果たした。愛媛県議会では院内会派の愛媛維新の会に所属していたが、新型コロナウイルス感染症に対する愛媛県の対応に関する判断などで方針に違いが出たとして、2020年5月に離脱し無会派となった。
2020年5月には新型コロナウイルス感染症対策に関する愛媛県への提言や情報発信に取り組む連絡協議会を設立し、代表理事に就任。協議会にはスタッフ7名の他、医師や看護師、大学教員、企業経営者ら各分野のアドバイザー20人が参加。医療や教育関係者らの支援を得ながら、SNSを通し、感染症予防策や支援策などの情報共有を図るとした。
2021年3月に次期衆議院議員総選挙（第49回衆議院議員総選挙）の愛媛県第2区から国民民主党公認候補として立候補する事を正式表明した。県議としてコロナ対策の強化などを県に訴える中で「地方行政の限界を感じた。コロナは国が責任を持って行うべき問題。国政に出て変えなければいけないと考えた」と訴えた。2021年7月15日付で愛媛県議会議員を辞職した。
2021年10月31日に行われた第49回衆議院議員総選挙では自由民主党で前職の村上誠一郎に敗れ落選。
2022年9月には小選挙区の区割り変更に伴い、次期総選挙では愛媛県第1区から出馬することが決定。
2024年10月27日に行われた第50回衆議院議員総選挙では愛媛県第1区において国民民主党から立候補。自由民主党で前職の塩崎彰久に敗れるも、重複立候補する比例四国ブロックで復活し初当選を果たした。国民民主党が衆議院の比例代表の四国ブロックで議席を獲得するのは初であった。

## 人物
- 趣味は古民家巡り[1]。
- 座右の銘は「世界に、無用なものなし」（南方熊楠）[14]
- 2人の娘を持つシングルマザーであり、2019年7月より氏名を「角田」から旧姓の「石井」に変更している[14]。
- 資格は看護師、視能訓練士、アロマコーディネーター、心理カウンセラーを保有している[14]。

## 選挙歴
| 当落 | 選挙                         | 執行日         | 年齢 | 選挙区                 | 政党       | 得票数    | 得票率 | 定数 | 得票順位 /候補者数 | 政党内比例順位 /政党当選者数 |
| ---- | ---------------------------- | -------------- | ---- | ---------------------- | ---------- | --------- | ------ | ---- | ------------------ | ---------------------------- |
| 落   | 2014年松山市議会議員選挙     | 2014年4月27日  | 46   | ーー                   | 無所属     | 1658票    | ーー   | 43   | 55/60              | /                            |
| 落   | 2017年愛媛県議会議員補欠選挙 | 2017年10月22日 | 49   | 松山市・上浮穴郡選挙区 | 無所属     | 4万2499票 | 25.57% | 2    | 3/4                | /                            |
| 当   | 2019年愛媛県議会議員選挙     | 2019年4月7日   | 51   | 松山市・上浮穴郡選挙区 | 無所属     | 6810票    | 1.58%  | 16   | 16/20              | /                            |
| 落   | 第49回衆議院議員総選挙       | 2021年10月31日 | 53   | 愛媛県第2区            | 国民民主党 | 4万2520票 | 33.55% | 1    | 2/3                | 1/0                          |
| 比当 | 第50回衆議院議員総選挙       | 2024年10月27日 | 56   | 愛媛県第1区            | 国民民主党 | 4万8393票 | 24.78% | 1    | 2/4                | 1/1                          |